# Whoonga
Whoonga mais conhecida como nyaope é uma droga recreacional. Seu uso foi iniciado na África do Sul. Não se sabe exatamente os ingredientes desta droga, mas os relatos afirmam conter maconha, heroína, e medicamentos contra o HIV, veneno contra rato e metanfetamina. Utiliza-se a maconha ou a heroína como base. Tem como característica ser altamente viciante.
Tem sido vista desde 2010 em regiões mais pobres da África do Sul, nessas localidades a criação de centros de reabilitação privados tem crescido, devido a ineficiência do governo em combater essa droga.